# La Pobla de Lillet
La Pobla de Lillet är en kommun i Spanien.   Den ligger i provinsen Província de Barcelona och regionen Katalonien, i den östra delen av landet, 500 km öster om huvudstaden Madrid. Antalet invånare är 1 249. Arean är 51 kvadratkilometer. La Pobla de Lillet gränsar till Castellar de n'Hug, Gombrèn, Sant Jaume de Frontanyà, Les Llosses, Castell de l'Areny, Sant Julià de Cerdanyola och Guardiola de Berguedà. 
Terrängen i La Pobla de Lillet är huvudsakligen kuperad, men norrut är den bergig.